# Mesopotamisch-Arabisch

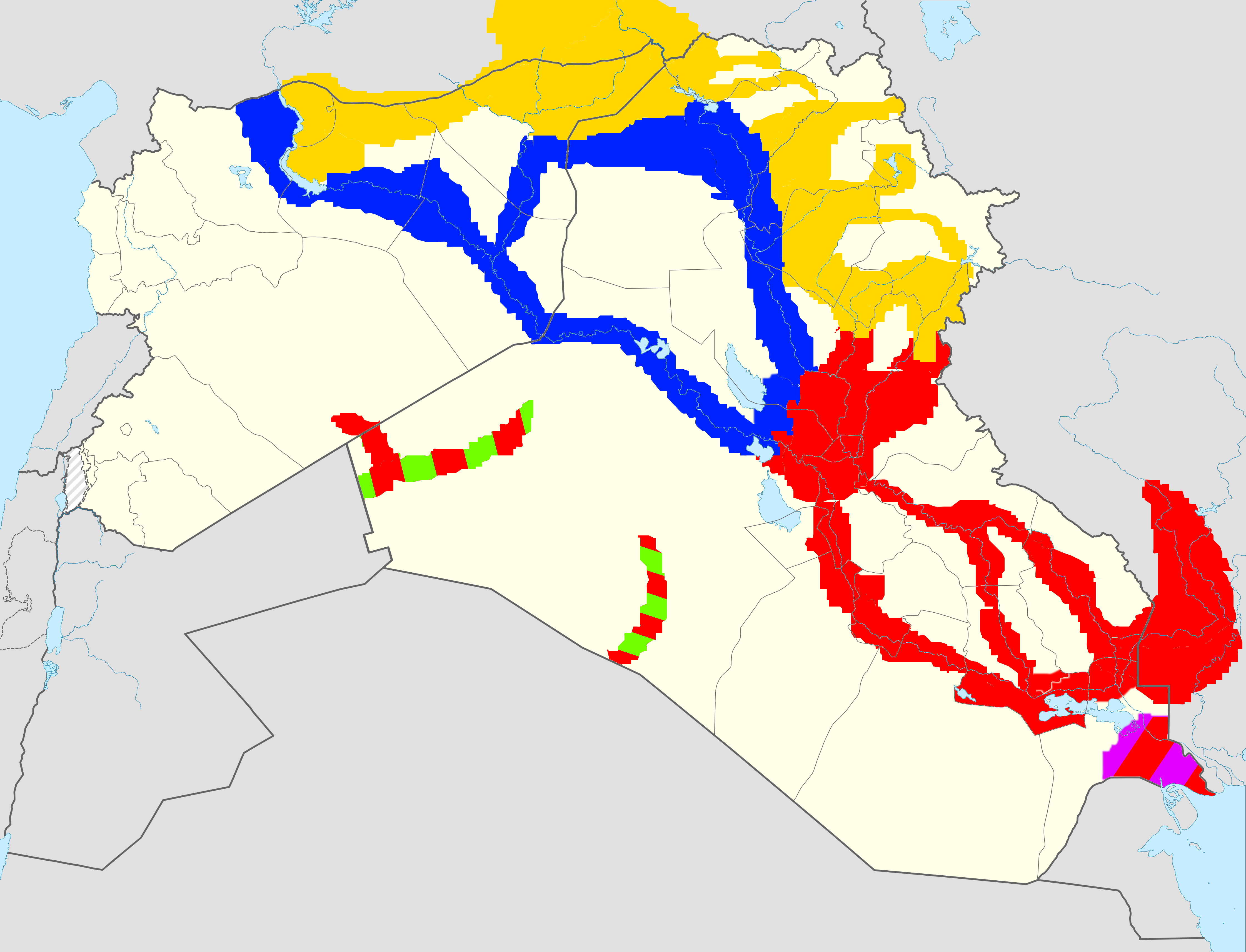
Gebieden waar het Mesopotamisch-Arabisch wordt gesproken

Mesopotamisch-Arabisch (Arabisch: لهجة بلاد ما بين النهرين) ook wel Irakees-Arabisch genoemd (Arabisch: اللهجة العراقية) is een continuüm van onderling verstaanbare variëteiten van Arabische afkomstig uit het Mesopotamische bekken van Irak en verspreid over het zuidoosten van Turkije, Ahvaz, Oostelijk-Syrië, Koeweit en gesproken in Iraakse diaspora-gemeenschappen.
Mesopotamische Arabisch heeft een Syrisch-Aramees substraat en deelt ook belangrijke invloeden uit de oude Mesopotamische talen van Sumerisch en Akkadisch, evenals invloeden uit het Perzisch, Turks en Grieks. Het Mesopotamische Arabisch zou het meest Syrisch-Aramees beïnvloede dialect van het Arabisch zijn, omdat het Syrisch-Aramees zijn oorsprong heeft in Mesopotamië en zich tijdens de Nieuw-Assyrische periode verspreidde over het Midden-Oosten (Vruchtbare Halve Maan) en uiteindelijk de lingua franca werd van de hele regio voor de islam. Mesopotamische Arabieren en Assyriërs zijn de grootste Semitische volkeren in Irak en delen significante overeenkomsten in taal tussen Mesopotamisch-Arabisch en het Syrisch-Aramees.